# Las Cuevas, Durango
Las Cuevas är en ort i Mexiko.   Den ligger i kommunen Lerdo och delstaten Durango, i den centrala delen av landet, 800 km nordväst om huvudstaden Mexico City. Las Cuevas ligger 1 145 meter över havet och antalet invånare är 1 125.
Terrängen runt Las Cuevas är kuperad söderut, men norrut är den platt. Runt Las Cuevas är det ganska tätbefolkat, med 96 invånare per kvadratkilometer. Närmaste större samhälle är Torreón, 14,0 km öster om Las Cuevas. Omgivningarna runt Las Cuevas är i huvudsak ett öppet busklandskap.